# Oscar Ryden
Oscar Ryden, son vrai prénom est Oskar (30 novembre 1885 - date de décès inconnue) était le 2e président du Comité international des sports des sourds (CISS).

## Biographie et carrière
Il n'a jamais participé étant sportif aux Deaflympics selon la liste de athlètes de Deaflympics. Il accède à la présidence du Comité international des sports des sourds en 1953 et cède ce poste à Jens Peter Nielsen en 1955.

## Distinctions et récompenses
- Médaille d'honneur en Argent de Deaflympics en 1949[3]
- Médaille d'honneur en Or de Deaflympics en 1957[3]
- Membre honoraire à vie du Comité international des sports des sourds depuis 1955[4].